# یوسوکه مورایاما
یوسوکه مورایاما (انگلیسی: Yusuke Murayama؛ زادهٔ ۱۰ ژوئن ۱۹۸۱) بازیکن فوتبال اهل ژاپن است.
از باشگاه‌هایی که در آن بازی کرده‌است می‌توان به باشگاه فوتبال سارابوری اشاره کرد.